# Kinya Takehara
Kinya Takehara (竹原 欣也 Takehara Kinya?), född 16 november 1974 i Hyōgo prefektur, är en japansk tidigare fotbollsspelare.
Takehara började sin karriär 1993 i JEF United Ichihara. 1996 flyttade han till Fukushima FC. Han avslutade karriären 1997.